# Довганик Богдан Дмитрович
Богдан Дмитрович Довганик — музикант, бандурист, заслужений працівник культури України.
Артист капели бандуристів «Карпати» Українського товариства сліпих, а також член цього товариства.

## Нагороди
Указом Президента України № 866/2009 від 27 жовтня 2009 року «Про нагородження працівників культури і мистецтв Львівської області» артисту капели бандуристів «Карпати» Українського товариства сліпих Богданові Довганику присвоєно почесне звання — Заслужений працівник культури України.